# Megaelosia massarti
Megaelosia massarti är en groddjursart som först beskrevs av De Witte 1930.  Megaelosia massarti ingår i släktet Megaelosia och familjen Hylodidae. IUCN kategoriserar arten globalt som otillräckligt studerad. Inga underarter finns listade i Catalogue of Life.